# 上水内北部広域農道
上水内北部広域農道（かみみのちほくぶこういきのうどう）は、長野県長野市から上水内郡信濃町に至る広域農道。
北信五岳（飯縄山・戸隠山・黒姫山・妙高山・斑尾山）のすべてが沿道から望める ことから、北信五岳道路と呼ばれている。

## 概要
長野市（旧豊野町）・上水内郡飯綱町・同郡信濃町にまたがる上水内北部広域営農団地（4,033ha）を受益地として、農作物を上信越自動車道信州中野ICから輸送することを目的に整備された。
長野市豊野町蟹沢と同市吉を結ぶ豊野幹線（豊野ライン）と、長野市豊野町大倉と上水内郡信濃町古間とを結ぶ信濃幹線（信濃ライン）の2路線から成る。

### 豊野幹線
- 起点：長野県長野市豊野町蟹沢（立ヶ花橋西交差点 = 国道117号交点）
- 終点：長野県長野市吉（宇佐美沢交差点 = 長野県道60号長野荒瀬原線交点）
- 延長：6.3km
- 幅員：10m（車道6m）

長野県道29号中野豊野線の信州中野IC方面から国道18号飯綱町方面、長野市若槻・長野市街地への短絡路として機能する。
この区間については、豊野ラインと呼ばれている。

#### 主要構造物
- 蟹沢トンネル（長野市豊野町蟹沢 - 豊野町大倉）
  - 延長：673m
  - 幅員：15m（車道2～3車線・両側歩道）

立ケ花駅・信州中野IC方面と国道18号飯綱町方面を短絡するトンネル。このトンネルの開通により、この区間の移動は国道117号 - （浅野交差点） - 国道18号経由の半分の距離に短縮された。起点側（豊野町蟹沢側）の55m区間は、国道117号交差点至近で右折車線が確保されているため、長野県下最大級の3車線断面となっている[3]。
- 平成大橋（長野市豊野町大倉 - 豊野町浅野）
  - 全長：39.0m
  - 幅員：12.0m（車道2車線・両側歩道）
  - 構造：鋼橋H鋼

鳥居川に架かる橋梁。左岸で国道18号に接する。
- 月光寺沢橋（長野市豊野町豊野）
  - 全長：120.0m
  - 幅員：11.0m（車道2車線・片側歩道）
  - 構造：鋼橋H鋼

月光寺沢と日影用水の合流点付近に架かる橋梁。
- 油沢橋（長野市豊野町豊野）
  - 全長：48.5m
  - 幅員：12.5m（車道2車線・片側歩道）
  - 構造：鋼橋H鋼

油沢川に架かる橋梁。
- 三念沢大橋（長野市豊野町石）
  - 全長：109.0m
  - 幅員：10.7m（うち車道7.2m＝2車線片側歩道）
  - 高さ：約30m
  - 構造：上路式鋼アーチ橋

三念沢に架かる橋梁。周辺に生息する猛禽類への影響を抑えるために、地山の改変を縮小する設計に変更したり、繁殖期を避けるなどして施工された[4]。
- 宇佐美沢橋（長野市豊野町豊野）
  - 全長：66.0m
  - 幅員：10.0m（車道2車線・片側歩道）
  - 構造：鋼橋H鋼

宇佐美沢と旧北国街道に架かる橋梁。全体が大きくカーブしている。

### 信濃幹線
- 起点：長野県長野市豊野町大倉（大方交差点 = 豊野幹線交点）
- 終点：長野県上水内郡信濃町古間（長野県道364号古間停車場線交点）
- 延長：11.2km
- 幅員：10m（車道6m）

大方交差点で豊野幹線から分岐し、飯綱町を経て信濃町に至る路線。飯綱町の一部区間（4.4km）については、長野県営ふるさと農道三水地区として整備された。
国道18号の東側に並行しており、同国道のバイパスとしても機能している。
この区間については、信濃ラインと呼ばれている。

#### 主要構造物
- 戸草大橋（上水内郡信濃町富濃 - 穂波）

鳥居川としなの鉄道北しなの線をひとまたぎにする橋梁。

## 沿革
- 1992年（平成4年） - 着工
- 2004年（平成16年）12月24日 - 信濃幹線の全線（L=11.7km）と、豊野幹線の立ヶ花橋西交差点から大倉中央交差点の区間（L=1.4km）が開通。
- 2016年（平成28年）12月20日 - 豊野幹線の大倉中央交差点から宇佐美沢交差点の区間（L=4.9km）が開通し、全線開通'[5]

## 交差・接続する道路

### 豊野幹線（豊野ライン）
↑ 長野県道29号中野豊野線（志賀フルーツライン）
- 立ヶ花橋西交差点（長野市豊野町蟹沢 = 起点）
  - 国道117号（飯山街道）
- 大方交差点（長野市豊野町大倉）
  - 信濃幹線（北信五岳道路信濃ライン）
- 大倉中央交差点（長野市豊野町大倉）
  - 国道18号（アップルライン）
- 宇佐美沢交差点（長野市吉 = 終点）
  - 長野県道60号長野荒瀬原線（若槻大通り）

### 信濃幹線（信濃ライン）
- 大方交差点（長野市豊野町大倉 = 起点）
  - 豊野幹線（北信五岳道路豊野ライン）
- （上水内郡飯綱町倉井付近）
  - 長野県道505号三水中野線
- 新道交差点（上水内郡飯綱町倉井）
  - 長野県道362号牟礼永江線
- 塩ノ入交差点（上水内郡飯綱町芋川）
  - 長野県道60号長野荒瀬原線
- （上水内郡信濃町古間付近 = 終点）
  - 長野県道364号古間停車場線

## 別名
- 北信五岳道路（全線）
  - 豊野ライン（豊野幹線全線）
  - 信濃ライン（信濃幹線全線）

## 沿道
周辺はリンゴなどの生産地である。
豊野幹線（豊野ライン）
- JR飯山線 立ケ花駅
- 長野市立豊野東小学校

信濃幹線（信濃ライン）
- 飯綱町立三水第一小学校
- 長野県北部高等学校
- いいづなアップルミュージアム
- 飯綱町役場三水庁舎
- しなの鉄道北しなの線 古間駅